# Bernard Jenkin
Bernard Christison Jenkin (né le 9 avril 1959) est un homme politique britannique conservateur qui est Président du Comité de liaison depuis 2020, et est député pour Harwich et Essex du Nord depuis 1992, avec un changement de découpage et de nom de sa circonscription en 1997 .
Il est un critique de longue date de l'Union européenne, estimant que l'Union européenne sape la souveraineté nationale du Royaume-Uni, et il est l'un des rebelles de Maastricht pendant le mandat de premier ministre de John Major. Lors du référendum de 2016 sur l'UE, il soutient le Brexit et depuis 2017, il est l'un des plus fervents partisans du groupe de pression eurosceptique Leave Means Leave .

## Jeunesse
Jenkin est né le 9 avril 1959 de Patrick Jenkin (plus tard baron Jenkin de Roding), pair à vie et ancien ministre du cabinet, et de Monica Graham . Il est un descendant du scientifique Fleeming Jenkin. Il fait ses études à la Highgate School, à la William Ellis School (également à Highgate) et au Corpus Christi College de Cambridge, où il obtient un baccalauréat spécialisé en littérature anglaise en 1982. Il est président de la Cambridge Union Society en 1982. Il travaille pour Ford et la société de capital-investissement 3i en tant que Manager of Legal & General Ventures de 1989 à 1992. De 1992 à 1995, il est conseiller de Legal & General Group plc. 

## Carrière parlementaire
Déclarant qu'il voulait «illustrer que les gens du sud-est n'ont pas oublié l'Écosse», Jenkin se présente à Glasgow Central lors des élections générales de 1987. Aux élections générales de 1992, il est élu député de Colchester North. Lorsque cette circonscription est abolie pour les élections générales de 1997, il est réélu à la Chambre des communes pour la circonscription nouvellement créée de North Essex. 
Sous le gouvernement de John Major de 1992 à 1997, Jenkin est l'un des « rebelles de Maastricht » qui défie le whip du parti pour s'opposer au traité de Maastricht. William Hague le nomme ministre fantôme des transports (1998–2001). Il est également secrétaire d'État fantôme à la Défense (2001–03) sous Iain Duncan Smith et secrétaire des régions fantômes (2003–05) pour Michael Howard et ministre de l'énergie fantôme. 
Il est élu président du comité restreint de l'administration publique en mai 2010. Il est vice-président du Parti conservateur et a la responsabilité des candidats jusqu'au 7 novembre 2006, date à laquelle ce rôle a été confié à John Maples . 
En janvier 2014, Jenkin rédige une lettre appelant le Premier ministre David Cameron à renégocier les relations de la Grande-Bretagne avec l'UE afin de donner à la Chambre des communes le pouvoir de mettre son veto à la législation de l'UE, qui a finalement été signée par 95 députés et aurait été soutenue par six autres. À la suite du référendum sur l'indépendance écossaise et des promesses faites de déléguer davantage les pouvoirs à l'Écosse, Jenkin appelle à la création d'un «Premier ministre anglais» et à ce que les départements responsables de la politique qui ne s'appliquait qu'en Angleterre ne soient responsables que devant les députés anglais . 
Jenkin a une réputation de critique du gouvernement de coalition, avec des appels à abandonner le projet de loi de réforme de la Chambre des lords de 2012. Il est en faveur de l'égalité du mariage et est nommé pour un prix Stonewall en 2013 . Jenkin vote en faveur du mariage homosexuel en 2013 "par principe", tout en reconnaissant que la décision de tenir le débat a provoqué beaucoup de "malheur politique" . 
À la suite des élections générales de 2015, il est réélu sans opposition en tant que président de la commission spéciale de l'administration publique et des affaires constitutionnelles . L'environnement est l'une de ses principales préoccupations politiques: la Coalition pour le climat lui a décerné le Green Heart Hero Award pour ses choix de mode de vie respectueux de l'environnement . En 2018, il est fait chevalier .
En septembre 2019, Jenkins critique le président de la Chambre des communes John Bercow, déclarant qu'il est «irrémédiablement politisé et radicalisé». Ce commentaire est intervenu après que Bercow ait prononcé un discours avertissant Boris Johnson que "la seule forme de Brexit que nous aurons, quelle que soit la situation, sera un Brexit que la Chambre des communes a explicitement approuvé" . 

## Scandale des dépenses
En mai 2009, le Daily Telegraph rapporte que Jenkin a utilisé 50 000 £ en dépenses pour payer un loyer à sa belle-sœur pour la propriété qu'il utilise comme résidence de sa circonscription. Jenkin affirme qu'il payait simplement «un loyer honnête et raisonnable» pour la propriété . Le 27 octobre 2009, il lui est recommandé de rembourser 63 250 £ par le vérificateur des dépenses Sir Thomas Legg. Il s'agit du montant le plus élevé dont on sait qu'il ait été recommandé après une vérification des réclamations des députés sur les dépenses des résidences secondaires . Ce montant est réduit à 36 250 £ à la suite d'un appel.   

## Vie privée
Jenkin épouse Anne Strutt en 1988 et a deux fils. Il est un naturiste occasionnel,, et est un ami de longue date du scénariste Richard Curtis . 